# Vila Nova d'Esporles
La Vila Nova és un dels dos barris principals que conformen el nucli urbà d'Esporles, juntament amb la Vila Vella. Està situat al sud del nucli, adjacent a la carretera que porta a Palma. El barri es conformà cap als segles xvii i xviii, i a mitjans del segle xviii ja estava plenament format; s'erigí a les terres del Rafal dels Capellans, possessió anomenada actualment el Rafal.

## Història
El procés de concentració de la població en nuclis observat al segle xvii arreu de l'illa, i en particular a Esporles, es consolidà al segle xviii. Quan, el 1708, es nomenen cobradors per recaptar per la construcció del que serà la segona església d'Esporles, un és per recaptar a les cases del Rafal, la Vila Nova i Son Comes, com a tres nuclis separats. Aquesta és la data més antiga en què es documenten nous nuclis a Esporles, a la zona de la Vila Nova.
El primer document gràfic de la Vila Nova data del 1784 i apareix a la vinyeta d'Esporles del mapa de Mallorca del Cardenal Despuig; s'hi poden veure les cases agrupades del Rafal i els dos carrers de la Vilanova. Cinc anys més tard, el 1789, Jeroni Berard fa una descripció molt completa de la Vila Nova. Descrivint el poble carretera avall, en direcció a Palma, diu: siguiendo del mismo modo 1100 pasos se halla otra calle derecha dirigida desde ovest sudoveste a este nordeste que tira 350 pasos con 80 casas [l'actual carrer Vilanova, antic carrer Nou de la Vila Nova], y un brazo arriba de diez o doce casas hacia la derecha [la costa i cases del Rafal] y otro brazo o travesía poco antes hacia la izquierda, que tira 19 pasos con 11 casas [l'actual carrer de la Beata] y pasa a otra calle paralela a la antecedente aunque no tan larga pues no tira más de 278 pasos con 42 casas [l'actual carrer de Joan Cabot, antic carrer de la Vileta de la Vila Nova] y cierra el brazo o callejuela dicha.
El 1789, per tant, a la Vilanova hi havia 144 cases, el 55% de les 262 de tot el poble d'Esporles. En 116 anys, a partir de 1673, s'havien fet 129 cases, més d'una per any. El segle xviii fou un segle de notables innovacions agràries, expansió de conreus i exportació, que propicià un increment notable de les edificacions de la barriada. Aquesta activitat constructora s'aturaria a final de segle, atès que a l'Apeo de Garay de 1818 només es comptabilitzen 145 cases, tan sols una més de les que hi havia el 1789.
La industrialització d'Esporles no va deixar al marge la Vila Nova, on la indústria de Can Ribes tenia una factoria tèxtil que, el 1920, hi funcionaven 30 telers i que cap al 1945 eren 106 amb 148 obrers. Com a barriada eminentment obrera, la Vila Nova fou un punt d'efervescència de l'associacionisme obrer, amb la creació d'agrupacions socialistes i d'una Casa del Poble el 1930. Per aquest motiu, la Vila Nova era coneguda com a la Petita Rússia.
L'estructura urbana d'Esporles, fins ben avançat el segle xx, era polinuclear: Cap Damunt de la Vila, Son Torrat, la Vila Vella, la Vileta d'en Pere Mas, els Balladors, i també a la Vila Nova es diferenciaven la Vileta, Son Comes, i el Rafal. El projecte d'eixamplament d'Esporles de 1922 volgué canviar aquest model polinuclear unificant tots els diferents nuclis. Aquesta unificació fou lenta, i no es completà fins a començament del segle xxi, amb la construcció del CEIP Gabriel Comas i Ribas i l'obertura del carrer de Ca l'Onclo, que uneix la Vila Nova amb Son Tries i la resta del poble.

## Carrers
- Carrer de Joan Riutort, que és el passeig del poble vora el torrent i la carretera que condueix a Palma
- Carrer de Joan Cabot, antic carrer de la Vileta, un dels dos carrers nuclears del barri
- Carrer Vilanova, antic carrer Nou de la Vila Nova, un dels dos carrers nuclears del barri
- Carrer de la Beata, que uneix els dos anteriors per la part alta
- Costa del Rafal, que porta a les cases del Rafal
- Placeta de Tomàs Seguí, a la confluència dels carrers de la Beata i Vilanova
- Carrer d'Úrsula Pueyo, de nova obertura
- Carreró de la Soledat

## Festes
Les festes de Sant Pere, patró d'Esporles, es tanquen amb un correfoc organitzat per la Colla de Dimonis Bocsifocs d'Esporles i celebrat a la Vila Nova.